# نوليتو
مانويل أغودو دران (بالإسبانية: Manuel Agudo Durán)‏ المعروف باسم نوليتو هو لاعب كرة قدم إسباني سابق وكان يلعب مع المنتخب الإسباني. ولد في شلوقة، إسبانيا.

## روابط خارجية
- نوليتو على موقع الاتحاد الأوربي (الإنجليزية)
- نوليتو على موقع قاعدة بيانات كرة القدم.إي يو (الإنجليزية)
- نوليتو على موقع ناشيونال فوتبول تيمز (الإنجليزية)
- نوليتو على موقع Soccerbase.com (لاعب) (الإنجليزية)
- نوليتو على موقع Soccerway.com (الإنجليزية)
- نوليتو على موقع عالم كرة القدم.نت (الإنجليزية)
- نوليتو على موقع كووورة
- نوليتو على موقع AS.com (الإسبانية)